# Хольк, Генрих фон
Граф Генрих (Хайнрих) фон Хольк (нем. Heinrich von Holk (Holke); 1599—1633) — немецкий наёмник и императорский фельдмаршал (1632), участник Тридцатилетней войны.

## Биография
Генрих Хольк родился 28 апреля 1599 года на острове Зеландия в городе Хельсингёре.

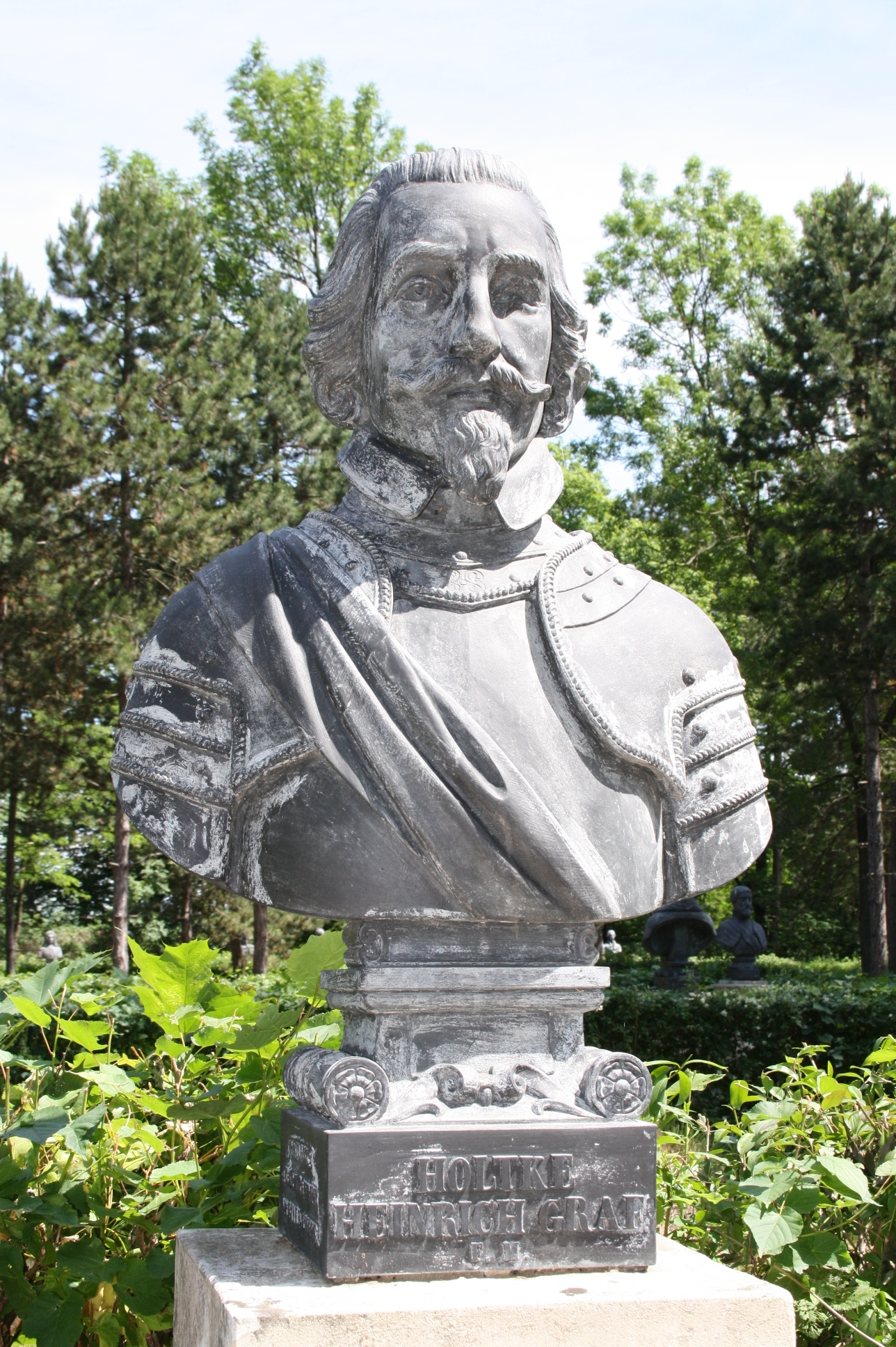
Бюст Г. Холька
(Хельденберг)

Сначала состоял на датской службе, сражался при короле Дании и Норвегии Кристиане IV, в 1626—1627 гг. против армии имперцев. 
В 1628 году, после объявления Кристианом IV войны Священной Римской империи, участвовал в защите Штральзунда, командуя немецкой ротой наёмников и одновременно исполняя обязанности губернатора Штральзунда.
После заключения Любекского мира (22 мая 1629 года) между Датско-норвежской унией и Священной Римской империей перешел в 1630 году на службу к императору. 
В 1632 году битва при Лютцене, в которой он был ранен, принесла ему чин фельдмаршала.
Генрих Хольк умер 9 сентября 1633 года в Фогтланде; незадолго до смерти он получил титул графа, благодаря чему Генрих фон Хольк стал родоначальником трёх ныне существующих графских линий в Дании.
Отряд, которым он командовал, упоминается в исторических летописях как «Holk's Horse». Это подразделение было известно своей жестокостью не только в бою, но и во время грабежей и насилия над мирным населением.